# IC 2020
IC 2020 — галактика типу Sc (компактна спіральна галактика) у сузір'ї Сітка.
Цей об'єкт міститься в оригінальній редакції індексного каталогу.